# Moussa Mostafa Moussa
Moussa Mostafa Moussa (en árabe: موسى مصطفى موسى, nacido el 13 de julio de 1952) es un arquitecto y político egipcio, líder del Partido al-Ghad desde 2005 y candidato en las elecciones presidenciales egipcias de 2018.

## Biografía
Moussa nació en Giza. Inició sus estudios en Egipto pero, siguiendo los consejos de su padre, los completó en Francia, obteniendo una maestría en Arquitectura de la École nationale supérieure d'architecture de Versalles. Fue miembro de la organización juvenil del Nuevo Partido Wafd y luego del partido mismo. Se unió al Partido al-Ghad en 2005, convirtiéndose en vicepresidente. Después de que su líder, Ayman Nour, fue sentenciado a cinco años de cárcel, el Partido El-Ghad se dividió en dos facciones, encabezadas por Moussa y Gameela Ismail. Ambas facciones lucharon para ser reconocidas como sucesoras y usaron el nombre y los símbolos del partido. La disputa legal se resolvió en mayo de 2011 a favor del grupo de Moussa. Moussa postuló sin éxito para un escaño en la Asamblea del Pueblo Egipcio por la circunscripción del sur de Giza en las elecciones parlamentarias de 2010. También dirigió el partido durante la elección parlamentaria de 2011-12.
Moussa fue originalmente un partidario de Abdelfatah Al-Sisi, actual Presidente de Egipto, pero en enero de 2018 anunció su intención de postularse para aquel cargo. Afirmó contar con el apoyo de 26 miembros del parlamento y 47.000 firmas. Presentó todos los documentos y firmas a la Autoridad Electoral Nacional al día siguiente de su anuncio a las 1.45 p. m., solo 15 minutos antes de la fecha límite. Él afirmó no ser un candidato falso a pesar de seguir apoyando la candidatura de Al-Sisi. Debido a un boicot y al rechazo y expulsión de otros candidatos, Moussa fue el único candidato en enfrentarse al presidente egipcio en ejercicio. En los comicios, finalmente obtuvo un 3% de los votos.
Está casado y tiene dos hijas. Su hermano fue jefe de la Cámara de Comercio de Egipto.